# Chauvincourt-Provemont
Chauvincourt-Provemont és un municipi francès situat al departament de l'Eure i a la regió de Normandia. L'any 2007 tenia 329 habitants.

## Demografia

### Població
El 2007 la població de fet de Chauvincourt-Provemont era de 329 persones. Hi havia 112 famílies, de les quals 24 eren unipersonals (16 homes vivint sols i 8 dones vivint soles), 32 parelles sense fills i 56 parelles amb fills.
La població ha evolucionat segons el següent gràfic:
Habitants censats

### Habitatges
El 2007 hi havia 129 habitatges, 109 eren l'habitatge principal de la família, 14 eren segones residències i 6 estaven desocupats. Tots els 124 habitatges eren cases. Dels 109 habitatges principals, 97 estaven ocupats pels seus propietaris, 11 estaven llogats i ocupats pels llogaters i 1 estava cedit a títol gratuït; 10 tenien dues cambres, 23 en tenien tres, 21 en tenien quatre i 54 en tenien cinc o més. 76 habitatges disposaven pel capbaix d'una plaça de pàrquing. A 45 habitatges hi havia un automòbil i a 56 n'hi havia dos o més.

### Piràmide de població
La piràmide de població per edats i sexe el 2009 era:
| Homes | Edats   | Dones |
| ----- | ------- | ----- |
| 0     | 95 o +  | 0     |
| 0     | 90 a 94 | 0     |
| 0     | 85 a 89 | 4     |
| 0     | 80 a 84 | 4     |
| 0     | 75 a 79 | 0     |
| 16    | 70 a 74 | 8     |
| 0     | 65 a 69 | 0     |
| 8     | 60 a 64 | 4     |
| 4     | 55 a 59 | 12    |
| 4     | 50 a 54 | 12    |
| 8     | 45 a 49 | 4     |
| 4     | 40 a 44 | 4     |
| 24    | 35 a 39 | 20    |
| 16    | 30 a 34 | 12    |
| 0     | 25 a 29 | 12    |
| 0     | 20 a 24 | 12    |
| 8     | 15 a 19 | 24    |
| 12    | 10 a 14 | 16    |
| 20    | 5 a 9   | 24    |
| 8     | 0 a 4   | 8     |

## Economia
El 2007 la població en edat de treballar era de 218 persones, 168 eren actives i 50 eren inactives. De les 168 persones actives 158 estaven ocupades (81 homes i 77 dones) i 9 estaven aturades (2 homes i 7 dones). De les 50 persones inactives 16 estaven jubilades, 16 estaven estudiant i 18 estaven classificades com a «altres inactius».

### Ingressos
El 2009 a Chauvincourt-Provemont hi havia 108 unitats fiscals que integraven 294 persones, la mediana anual d'ingressos fiscals per persona era de 17.441 €.

### Activitats econòmiques
Dels 5 establiments que hi havia el 2007, 1 era d'una empresa de fabricació d'altres productes industrials, 1 d'una empresa de comerç i reparació d'automòbils, 1 d'una empresa de serveis i 2 d'empreses classificades com a «altres activitats de serveis».
Dels 2 establiments de servei als particulars que hi havia el 2009, 1 era un taller de reparació d'automòbils i de material agrícola i 1 fusteria.
L'únic establiment comercial que hi havia el 2009 era una botiga de mobles.
L'any 2000 a Chauvincourt-Provemont hi havia 11 explotacions agrícoles que ocupaven un total de 1.024 hectàrees.

## Poblacions més properes
El següent diagrama mostra les poblacions més properes.